# Maictes de Asócia
Maictes (em grego: Μαΐκτης; romaniz.: Maíktēs; em armênio: Հմայեակ; romaniz.: Hmayeak) foi um nobre armênio (nacarar) do século V, membro da dinastia de Asócia, ativo durante o reinado do xainxá Vararanes V (r. 420–438).

## Nome
Maictes (Μαΐκτης, Maïktēs) é a forma grega do armênio Hemaieaque (Հմայեակ, Hmayeak). Deriva do parta Humai (Hu-māy [hwmy]) e Humaiaque (Hu-māy-ak [hwmyk]), que por sua vez deriva do iraniano antigo Humaiaca (*Hu-māya-ka-), "tem boa habilidade, bons feitiços, bom poder mágico". Foi registrado em avéstico como Humaia (Hu-māiiā- (fem.)) e Humaiaca (Hu-maiia-ka- (masc.)).

## Vida

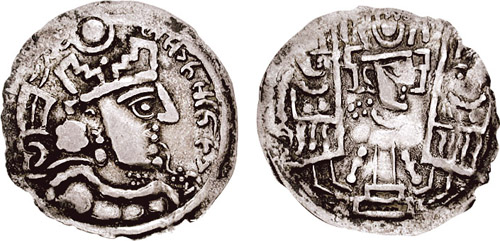
Dracma de r.

Não se conhece a parentela de Maictes, exceto que pertencia à dinastia principesca de Asócia, em Gogarena, que Cyril Toumanoff propôs ter sido um ramo cadete da dinastia que governava à época o vitaxado de Gogarena. No tempo do xainxá Vararanes V (r. 420–438), foi um dos nobres que peticionaram por um novo católico após a deposição de Isaque I, o Parta (r. 387–428), mas esteve entre aqueles que deixaram o xá escolher o novo clérigo.